# 原发纵膈大B细胞淋巴瘤
原发纵隔大B细胞淋巴瘤，简称 PMBL，是一种发生在纵膈的淋巴瘤，主要影响年轻的成年人。
它是弥漫大B细胞淋巴瘤的一个子类型，但通常预后显著较好。